# Nowe Miasto (Police)
Nowe Miasto – zespół osiedli (dzielnica) miasta Police w województwie zachodniopomorskim.

## Charakterystyka
Dzielnica złożona z czterech osiedli:
- osiedle Dąbrówka
- osiedle Gryfitów
- osiedle Księcia Bogusława X
- osiedle Anny Jagiellonki.

### Urbanistyka
Nowe osiedla w postaci wielkiego zespołu mieszkaniowego dominują w zabudowie Polic. Południowa granica dzielnicy jest jednocześnie granicą całego miasta oraz na odcinku wschodnim-północną granicą Szczecina i Parku Leśnego Mścięcino stanowiącego część Puszczy Wkrzańskiej. Lasy Puszczy Wkrzańskiej otaczają Nowe Miasto od południa, gdzie porastają zbocza Wzgórz Warszewskich, i od zachodu - na Równinie Polickiej, na której usytuowana jest ta dzielnica Polic. Nowe Miasto jest oddzielone od Starego Miasta linią kolejową Szczecin-Police-Trzebież.

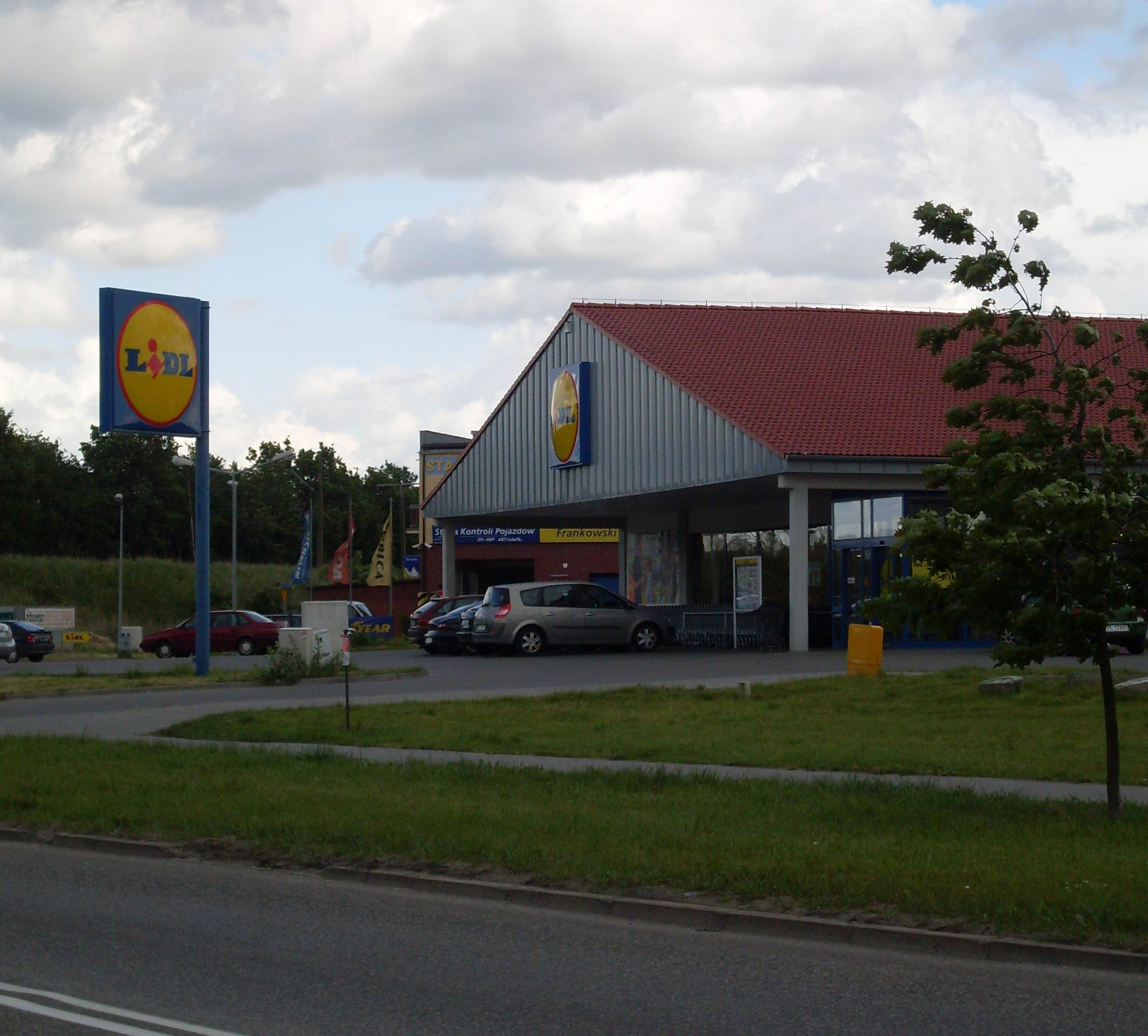
Supermarket Lidl przy rogu ulic Józefa Piłsudskiego i Wkrzańskiej w Policach

Osiedle Dąbrówka jest najstarszym z osiedli Nowego Miasta. Zabudowa tego osiedla powstawała od pierwszej połowy XX wieku (przed II wojną światową) w pobliżu drogi łączącej Stare Miasto Polic z wsią Siedlice.
Intensywny rozwój Nowego Miasta Polic nastąpił po uruchomieniu w latach 60. XX wieku Zakładów Chemicznych Police w Policach. Wybudowano wówczas wielkie osiedle Chemik (tzw. Police-1 do Police-7) podzielone w 1997 roku na wyżej wymienione mniejsze osiedla.

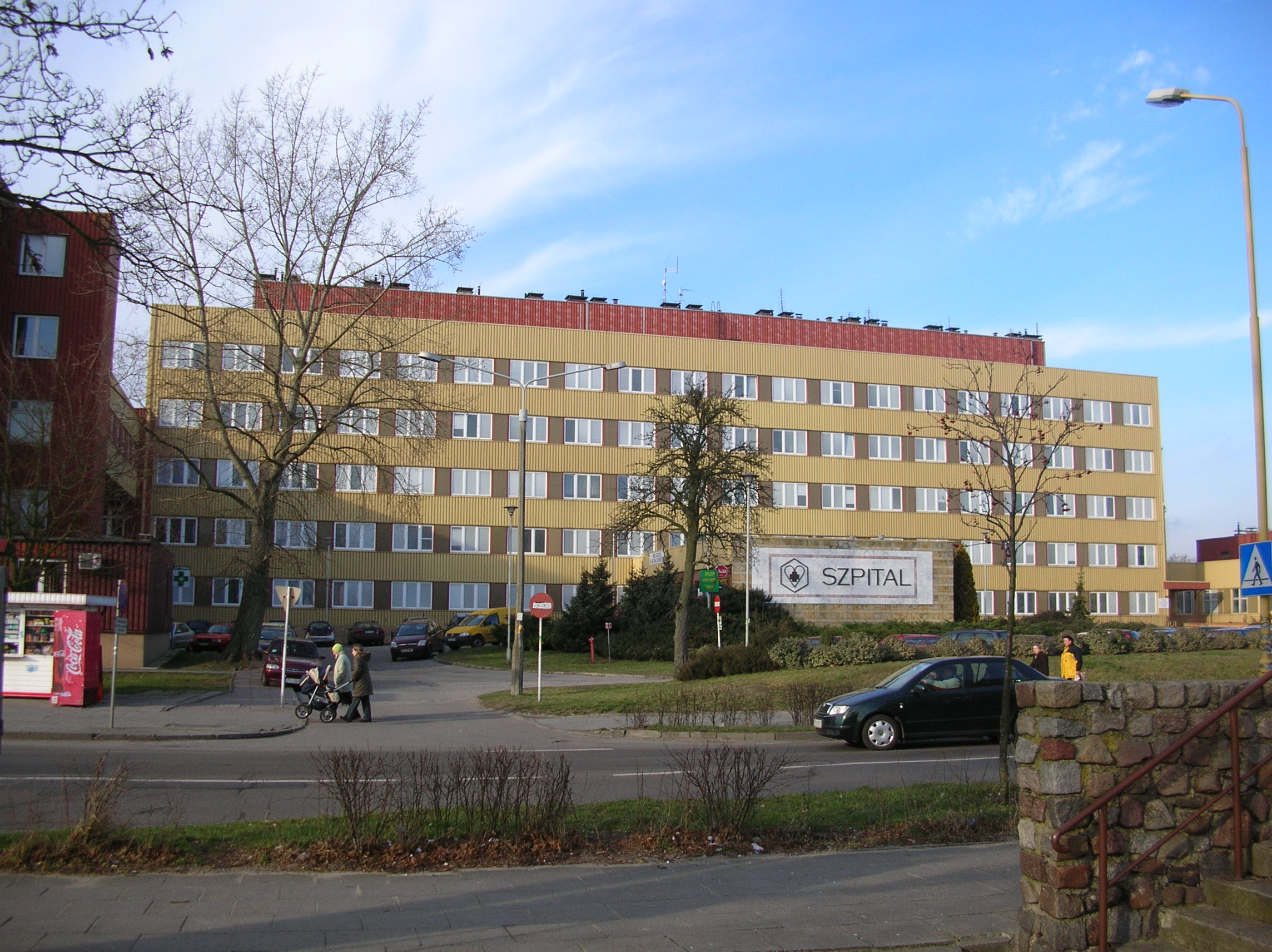
Szpital w Policach, Nowe Miasto, ul. Siedlecka

Na osiedlu Gryfitów znajduje się Starostwo Powiatu Polickiego, szpital (Pomorska Akademia Medyczna), basen kąpielowy, stadion sportowy przy ul. Siedleckiej, Miejski Ośrodek Kultury z Galerią Historyczną Polic, Galerią „Obok” i kinem, cmentarz komunalny i Skwer Jana Pawła II. Północną część osiedla stanowią lasy Puszczy Wkrzańskiej przy ul. Tanowskiej, łączącej Stare Miasto z wsią Tanowo (droga wojewódzka nr 114).

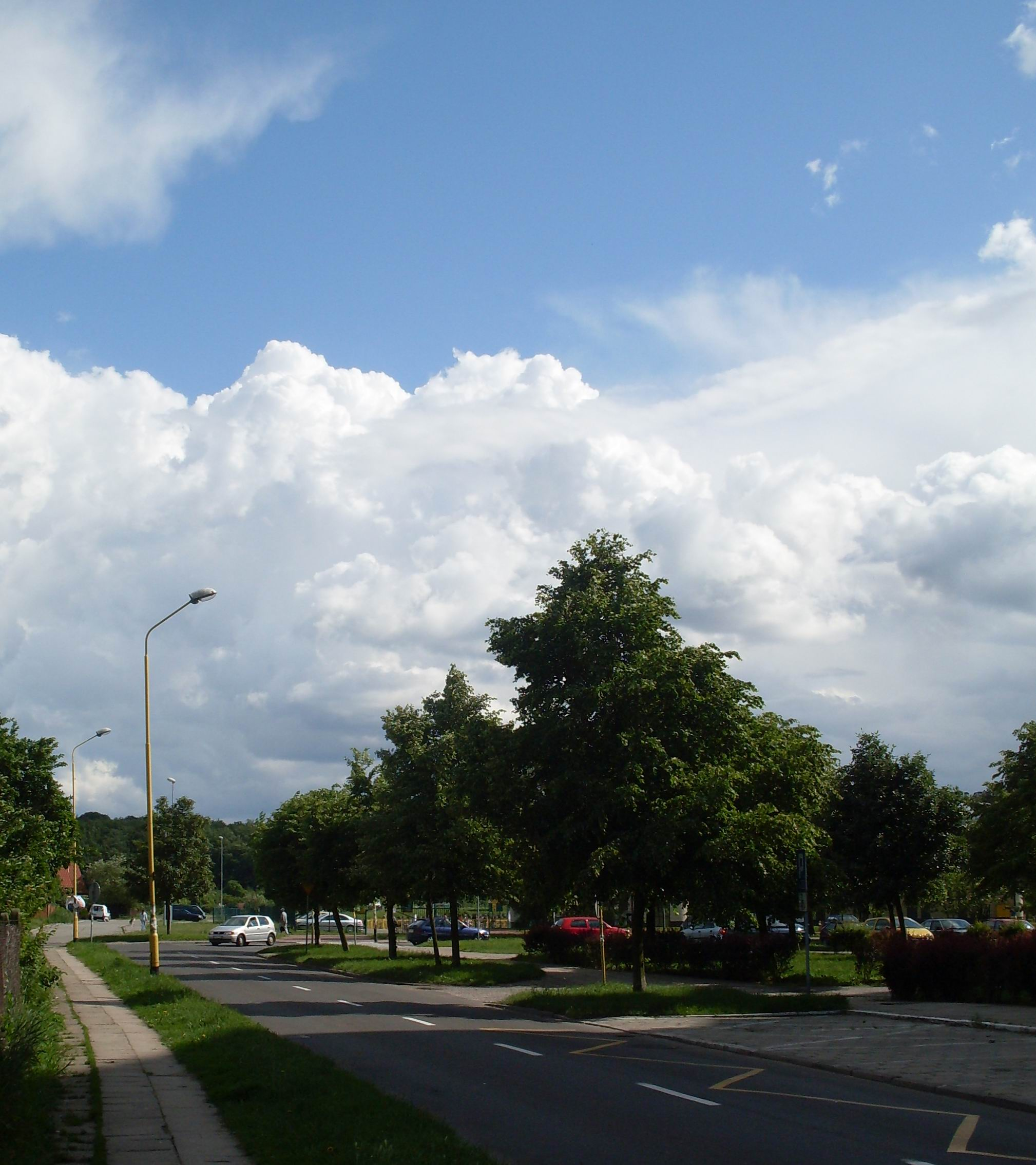
Ulica Zamenhofa w Policach

W południowej części Osiedla Księcia Bogusława X, przy ul. Piaskowej, znajduje się kompleks Ośrodka Sportu i Rekreacji w Policach.
W północno-wschodniej części Osiedla Anny Jagiellonki
znajduje się kościół św. Kazimierza Królewicza (najludniejsza parafia archidiecezji szczecińsko-kamieńskiej) i Park Solidarności.
Między os. Księcia Bogusława X a os. Anny Jagiellonki przebiega ul. Wyszyńskiego łącząca Police i Siedlice.
Planowana jest budowa kolejnego osiedla przylegającego do Starego Miasta mającego pełnić funkcję nowoczesnego centrum Polic.

### Rozrywka i turystyka

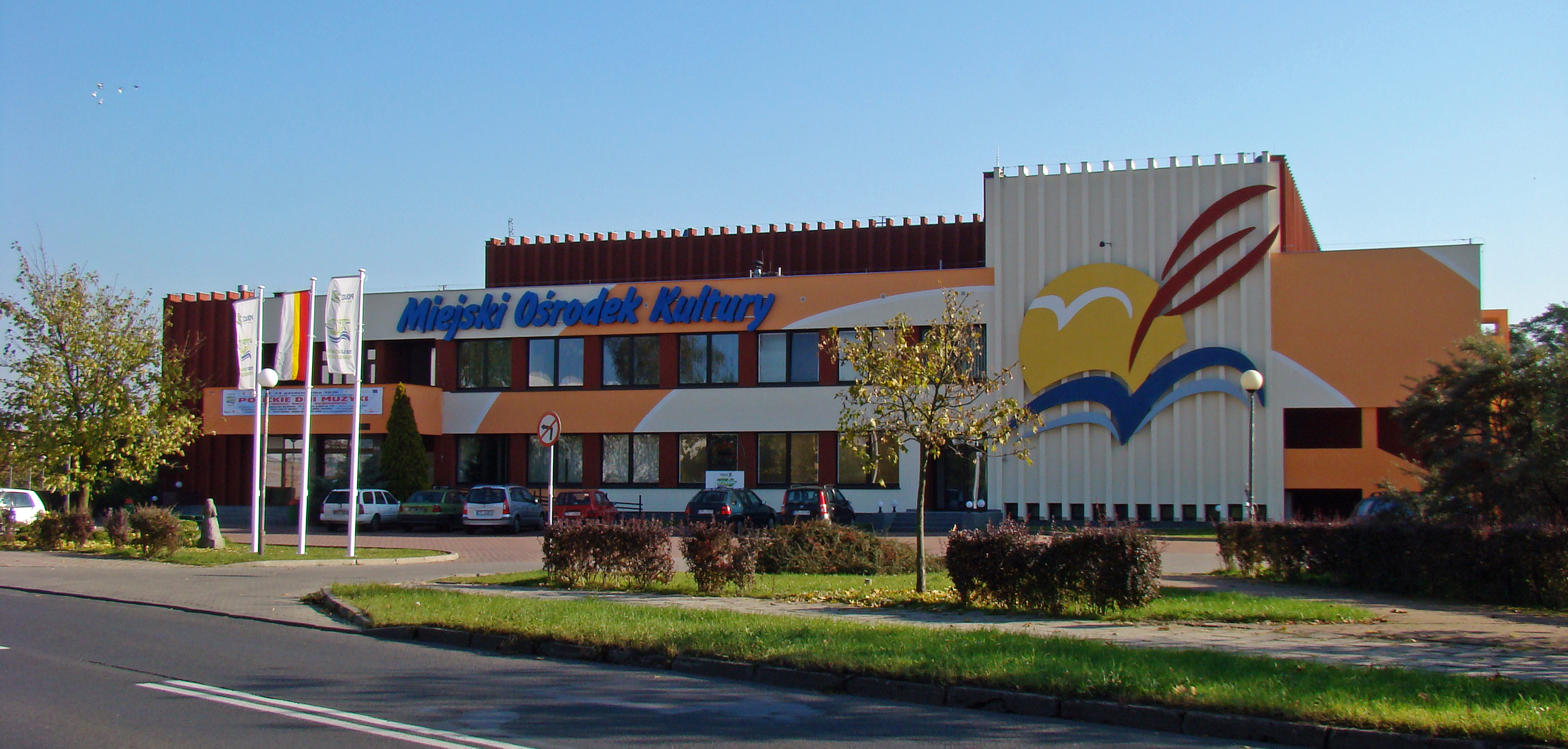
Miejski Ośrodek Kultury w Policach, Nowe Miasto, ul. Siedlecka

#### Galeria Historyczna Polic
Galeria Historyczna Polic - galeria o tematyce historii ziemi polickiej założona w 1997 roku, a jej twórcą jest Jan Matura. Galeria organizuje zajęcia dydaktyczne i wycieczki terenowe. W zbiorach galerii znajdują się: eksponaty obrazujące osadnictwo na ziemi polickiej na przełomie mezolitu i neolitu, makiety dawnych a nieistniejących współcześnie budynków miasta, pamiątki dotyczące historii Polic i Pomorza. Galeria znajduje się w budynku Miejskiego Ośrodka Kultury.

#### Galeria „Obok”
Galeria „Obok” - ośrodek skupiający artystów Pomorza Zachodniego, Meklemburgii - Pomorza Przedniego i Berlina prowadzący również działalność edukacyjną. Galeria jest częścią Miejskiego Ośrodka Kultury przy ul. Siedleckiej (os. Gryfitów).

#### Kino/Teatr
Sala kinowo-teatralna znajduje się w Miejskim Ośrodku Kultury przy ul. Siedleckiej (os. Gryfitów).

#### Imprezy cykliczne
- Polickie Dni Muzyki „Cecyliada” od 1996 corocznie, jesień;
- Międzynarodowe Dni Polic - Dni Chemika, corocznie, lato.

### Kompleks rekreacyjno-sportowy
Kompleks rekreacyjno-sportowy Ośrodka Sportu i Rekreacji w Policach w południowej części Osiedla Księcia Bogusława X, przy ul. Piaskowej.

### Szlaki wPuszczy Wkrzańskiej

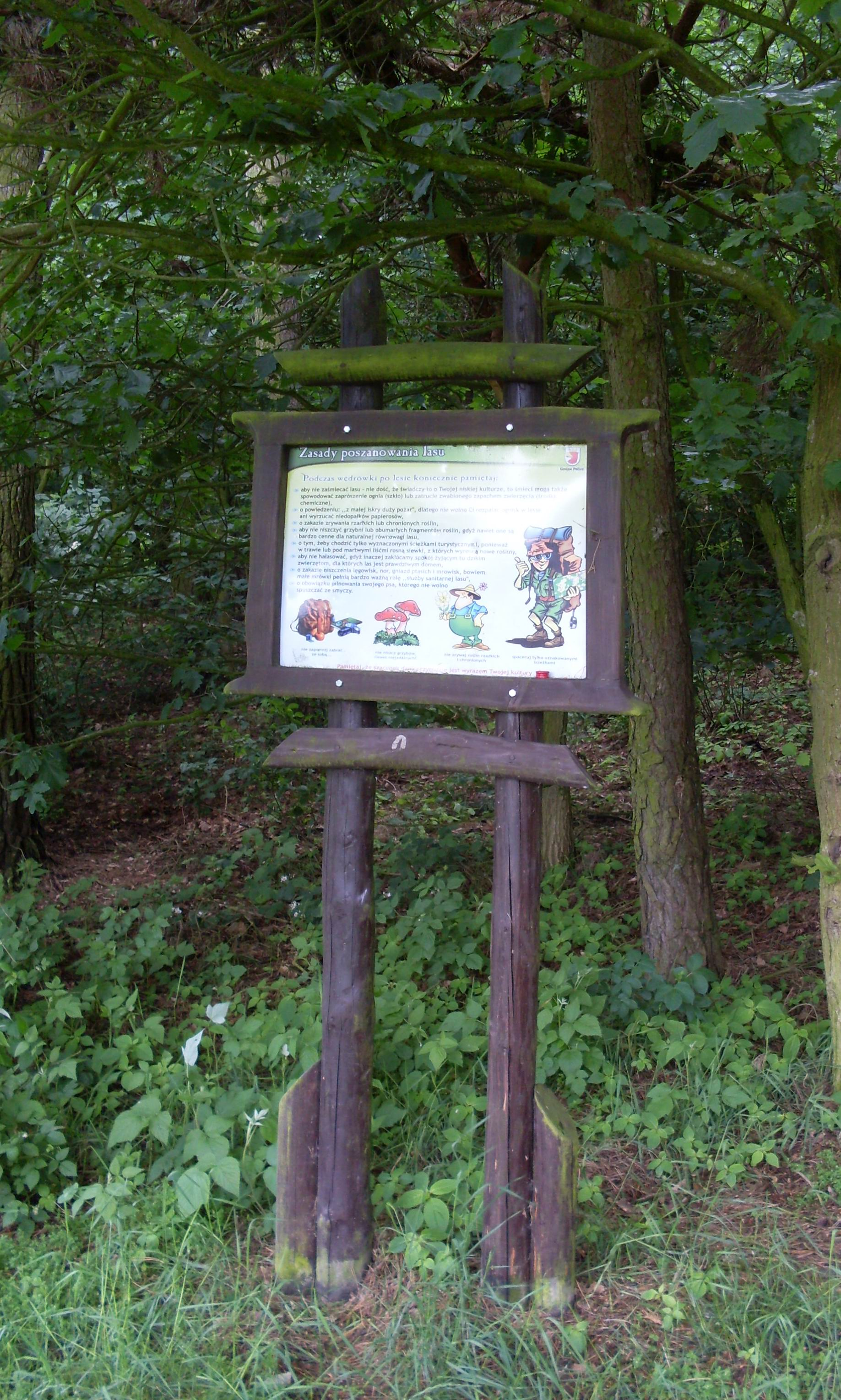
Ekologiczna Ścieżka Rekreacyjno – Dydaktyczna w Policach

- Szlak Policki ze Starego Miasta przez las Puszczy Wkrzańskiej w północnej części Osiedla Gryfitów w kierunku wschodnim przez Trzeszczyn i Stare Leśno do Bartoszewa,
- Szlak „Puszcza Wkrzańska”,
- Zielona Ścieżka Zdrowia (Ekologiczna Ścieżka Rekreacyjno – Dydaktyczna w Policach)

### Hotel
- Hotel na ul. Wróblewskiego (os. Gryfitów)

### Dojazd zeSzczecina
- SPPK (linie autobusowe F, 101, 102, 103, 106, 107 oraz 524 i 526)

### Główne ulice
- Ulica Tanowska
- Ulica Siedlecka
- Ulica Józefa Piłsudskiego
- Wyszyńskiego
- Ulica Roweckiego
- Piaskowa

### Komunikacja
- – Droga wojewódzka nr 114 prowadzi
- - na zachód do Tanowa a dalej Droga wojewódzka nr 115 do Dobieszczyna i Szczecina.
- - na wschód do dzielnic Stare Miasto i Jasienica oraz wsi Trzebież i miasta Nowe Warpno.

- Linie autobusowe SPPK: 102, 103, 106, 107, 109, 111, linia samorządowa (LS). Komunikacja w Policach i Szczecinie - trasy linii i rozkłady jazdy - zobacz w artykułach „Komunikacja miejska w Policach” i „Komunikacja autobusowa w Szczecinie”.

- Urzędy pocztowe: Police-2 (kod 72-010) i Police-5 (kod 72-009).

### Zieleń miejska
- Park Solidarności – znajduje się w Nowym Mieście między ul. Piłsudskiego a ul. Wyszyńskiego. Park utworzono z części lasów Puszczy Wkrzańskiej. Drzewostan sosnowy.
- Skwer Jana Pawła II – zlokalizowany w Nowym Mieście wzdłuż ul. Piłsudskiego na odcinku o długości około 1 km. Skwer przylega do Puszczy Wkrzańskiej. Na terenie skweru znajduje się pomnik Jana Pawła II i kapliczka Matki Boskiej Fatimskiej.

### Pomnik Jana Pawła II

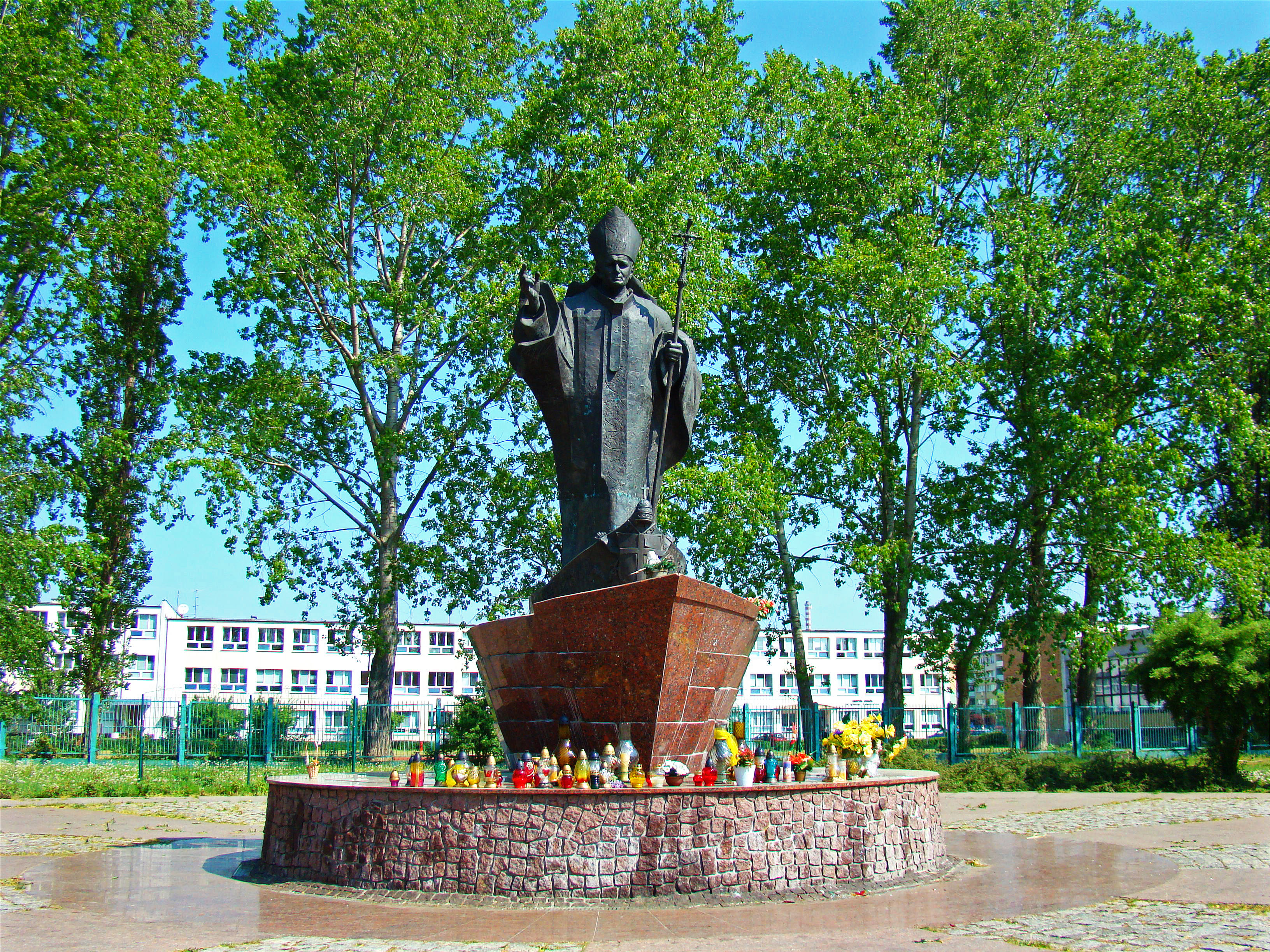
Pomnik papieża Jana Pawła II w Policach, Nowe Miasto, ul. Piłsudskiego

Pomnik Jana Pawła II znajduje się we wschodniej części Skweru Jana Pawła II na Osiedlu Gryfitów przy ul. Piłsudskiego. Pomnik jest dziełem polskiego rzeźbiarza Czesława Dźwigaja. Monument przedstawia postać papieża w łodzi.